# Polymeras
Polymeras är ett enzym (EC 2.7.7.6/7/19/48/49) som syntetiserar långa kedjor av polymerer eller nukleinsyror. DNA-polymeras och RNA-polymeras används för att sätta ihop DNA-respektive RNA-molekyler genom att kopiera en DNA-mallsträng med basparande interaktioner eller RNA genom halvstegsreplikation.

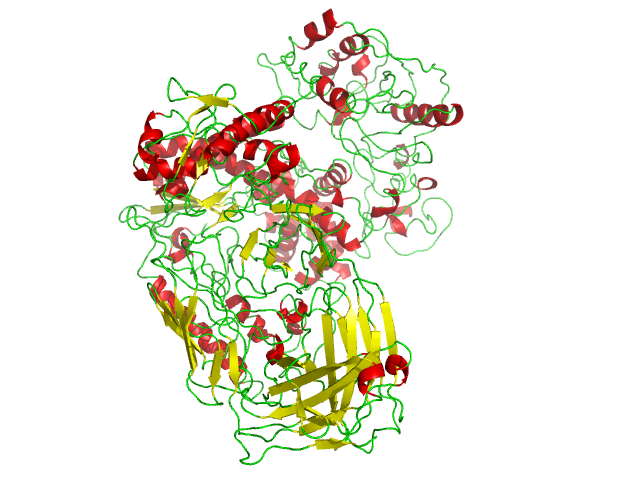
Struktur av Taq DNA-polymeras.

Ett DNA-polymeras från den termofila bakterien, Thermus aquaticus ( Taq ) (PDB 1BGX , EC 2.7.7.7) används i polymeraskedjereaktionen, en viktig teknik inom molekylärbiologin.
Ett polymeras kan vara mallberoende eller malloberoende. Poly-A-polymeras är ett exempel på malloberoende polymeras. Terminalt deoxinukleotidyltransferas är också känt för att ha både malloberoende och mallberoende aktiviteter.

## Typer

### Efter funktion
|               | DNA-polymeras                                            | RNA-polymeras                                            |
| ------------- | -------------------------------------------------------- | -------------------------------------------------------- |
| Mallen är DNA | DNA-beroende DNA-polymeras eller vanliga DNA-polymeraser | DNA-beroende RNA-polymeras eller vanliga RNA-polymeraser |
| Mallen är RNA | RNA-beroende DNA-polymeras eller omvänt transkriptas     | RNA-beroende RNA-polymeras eller RdRp eller RNA-replikas |

- DNA polymerase (DNA-riktat DNA-polymeras, DdDP)
  - Familj A: DNA polymeras I; Pol γ, θ, ν
  - Familj B: DNA polymeras II; Pol α, δ, ε, ζ
  - Familj C: DNA polymeras III holoenzym
  - Familj X: Pol β, λ, μ
    - Terminal deoxynucleotidyl transferase (TDT), som ger mångfald åt antikroppars tunga kedjor.[1]

  - Familj Y: DNA polymeras IV (DinB) och DNA-polymeras V (UmuD'2C) - SOS reparationspolymeraser; Pol η, ι, κ
- Omvänt transkriptas (RT; RNA-riktat DNA polymeras, RdDP)
  - Telomeras
- DNA-riktat RNA-polymeras (DdRP, RNAP)
  - Multiunderenhet (msDdRP): RNA-polymeras I, RNA-polymeras II, RNA-polymeras III
  - Enkelunderenhet (ssDdRP): T7 RNA polymeras, POLRMT
  - Primase, PrimPol
- RNA-replikas (RNA-riktat RNA-polymeras, RdRP)
  - Viral (enkelunderenhet)
  - Eukaryot cellulär (cRdRP, dubbelunderenhet)
- Mallfri RNA-förlängning
  - Polyadenylering: PAP, PNPas

### Efter struktur
Polymeraser är i allmänhet uppdelade i två superfamiljer, "högerhands" veckade (InterPro :  IPR043502) och "dubbel psi beta barrel" (ofta helt enkelt "double-barrel") veckade. Den förra ses i nästan alla DNA-polymeraser och nästan alla virala enkelunderenhetspolymeraser. De är markerade med en bevarad "palm"-domän. Det senare ses i alla RNA-polymeraser med flera underenheter, i cRdRP, och i "familj D"-DNA-polymeraser som finns i archaea. "X"-familjen som representeras av DNA-polymeras beta har bara en vag "handflata"-form och anses ibland vara en annan superfamilj (InterPro : IPR043519 ).
Primaser faller i allmänhet inte in i någon av kategorierna. Bakteriella primaser har vanligtvis Toprim-domänen, och är relaterade till topoisomeraser och mitokondriell helicase -glitter. Archae- och eukaryotaprimaser bildar en obesläktad AEP-familj, möjligen besläktad med polymeraspalmen. Båda familjerna är ändå bundna till samma uppsättning helikaser.